# Szent arkangyalok fatemplom (Félixfürdő)
A félixfürdői Szent arkangyalok fatemplom műemlékké nyilvánított épület Romániában, Bihar megyében. A romániai műemlékek jegyzékében a  BH-II-m-B-01104 sorszámon szerepel.